# Erik Mattson
Erik Mattson (* 18. Dezember 1990 in Toronto) ist ein ehemaliger kanadischer Volleyballspieler. Der Libero spielte in der deutschen Bundesliga für Düren und Lüneburg und erreichte das Pokalfinale. Anschließend wurde er mit Prievidza slowakischer Vizemeister und mit Groningen niederländischer Meister. Außerdem war er im Europapokal aktiv. Seit seiner Rückkehr nach Kanada arbeitet er als Trainer.

## Karriere
Mattson gehörte von 2006 bis 2008 gehörte er zum Provincial Team seiner Heimat Ontario. Mit dem Toronto Volleyball Club gewann er 2007 und 2008 die Provinzmeisterschaft. Außerdem erhielt er 2008 eine Auszeichnung als bester U18-Spieler. Im gleichen Jahr begann er seine Ausbildung an der University of Alberta. Mit der Universitätsmannschaft Golden Bears gewann der Libero in seiner ersten Saison die CIS-Meisterschaft. 2009 gewann er außerdem die Silbermedaille bei den Canada Summer Games. 2013 wurde er von der CIS als bester Libero des Jahres ausgezeichnet.
Anschließend wurde Mattson von evivo Düren verpflichtet, nachdem der vorherige Libero Blair Bann dem deutschen Bundesligisten seinen Landsmann als Nachfolger empfohlen hatte. Mit Düren erreichte er in der Saison 2013/14 jeweils das Viertelfinale im DVV-Pokal und in den Bundesliga-Playoffs. Danach wechselte er zum Bundesliga-Aufsteiger SVG Lüneburg. Mit Lüneburg stand er in der Saison 2014/15 im Pokalfinale, das gegen den VfB Friedrichshafen verloren ging. Gegen den gleichen Gegner unterlagen die Norddeutschen im Playoff-Halbfinale. Ein Jahr später kam Lüneburg ins Pokal-Halbfinale und wurde erneut Dritter in der Bundesliga.
2016 wechselte Mattson in die Slowakei zu VK Prievidza. Dort hatte er zunächst wegen fehlender Visa-Dokumente und Verletzungen Probleme, wurde aber schließlich mit dem Team nationaler Vizemeister. In der Saison 2017/18 spielte der Libero beim niederländischen Verein Abiant Lycurgus Groningen. Mit Groningen unterlag er in der zweiten Runde der Champions League und schied anschließend im Sechzehntelfinale des  CEV-Pokals gegen Düren aus. Dann gewann er mit dem Verein die niederländische Meisterschaft.
Nach seiner Karriere in Europa kehrte er zurück nach Kanada, wo er als Trainer arbeitet.